# Francesca Boscarelli
Francesca Boscarelli (Benevento, 27 maggio 1982) è una schermitrice e maestra di scherma italiana, specializzata nella spada.

## Biografia
Atleta tesserata per il Centro Sportivo Olimpico dell'Esercito allenata dall'olimpionico Dino Meglio. Ha conquistato la medaglia d'oro nella gara di spada a squadre nei campionati europei di scherma di Gand del 2007 e una medaglia di bronzo nella gara di spada a squadre nei campionati europei di scherma di Kiev del 2008. Campionessa italiana assoluta individuale a Napoli nel 2007 e ad Acireale nel 2014, sesta classificata al campionato del mondo individuale di San Pietroburgo nel 2007. Nel 2017 diventa Maestro di scherma. 
Consegue nel dicembre del 2018 la Laurea Magistrale in Sociologia presso l'Università Federico II di Napoli. Nel dicembre 2022 consegue la qualifica di Tecnico di IV Livello Europeo SNaQ (Sistema di Qualifica dei Tecnici Sportivi). Dal 2022 svolge il ruolo di Tecnico della per Scherma del Gruppo Sportivo dell'Esercito ed è inserita nelle liste Tecniche della Nazionale di Spada U-20.

## Palmarès

### Risultati élite
In carriera ha ottenuto i seguenti risultati:
Mondiali
Individuale
- 6º nella spada a San Pietroburgo 2007[1]

A squadre
Mondiali militari
Individuale
A squadre
- Oro nella spada a Nancy 2018
- Bronzo nella spada ad Acireale 2017

Europei
Individuale
A squadre
- Oro nella spada a Gand 2007
- Bronzo nella spada a Kiev 2008

Universiadi
Individuale
A squadre
- Bronzo nella spada a Belgrado 2009

Coppa del mondo
Individuale
- 2009/2010 -  (Montreal)
- 2014/2015 -  (Rio de Janeiro)

A squadre
Campionati italiani
Individuale
- Oro nella spada a Napoli 2007
- Oro nella spada a Acireale 2014
- Argento nella spada a Milano 2018
- Bronzo nella spada a Bologna 2012
- Bronzo nella spada a Torino 2015

A squadre
- Oro nella spada a Trieste 2013
- Oro nella spada a Torino 2015
- Oro nella spada a Cassino 2021
- Argento nella spada a Bologna 2012
- Argento nella spada a Acireale 2014
- Argento nella spada a Roma 2016
- Argento nella spada a Gorizia 2017
- Argento nella spada a Milano 2018
- Argento nella spada a Cagliari 2024
- Bronzo nella spada a Palermo 2019

### Risultati giovani
Campionati italiani under 20
Individuale
- Oro nella spada a Foggia 1999

A squadre